# 寿福院
寿福院（じゅふくいん、元亀元年（1570年） - 寛永8年3月6日（1631年4月7日））は、加賀藩祖前田利家の側室。2代藩主前田利常の母。異母兄に善住院日淳（経王寺再興開基）。妹に八重（大文字屋新十郎の妻）。

## 生涯
朝倉氏家臣上木新兵衛の三女として生まれる。母は同じく朝倉氏家臣山崎右京の娘。父の死後、母は小幡九兵衛に再嫁したため寿福院は小幡氏とも称される。
前田利家の正室・まつ（芳春院）の侍女として前田家に入り、文禄・慶長の役において名護屋の陣中にあった利家の身の回りの世話を務めた際にその美貌を見初められ側室となった。名護屋で懐妊し、四男・利常（後の2代藩主）を生んだ。
本名は「千代」。前田家に仕えるにあたり、同家六女の千世と音が同じということで、千代保（ちよぼ）と改名させられた。金沢城東丸に居を構えたので東丸殿と呼ばれた。

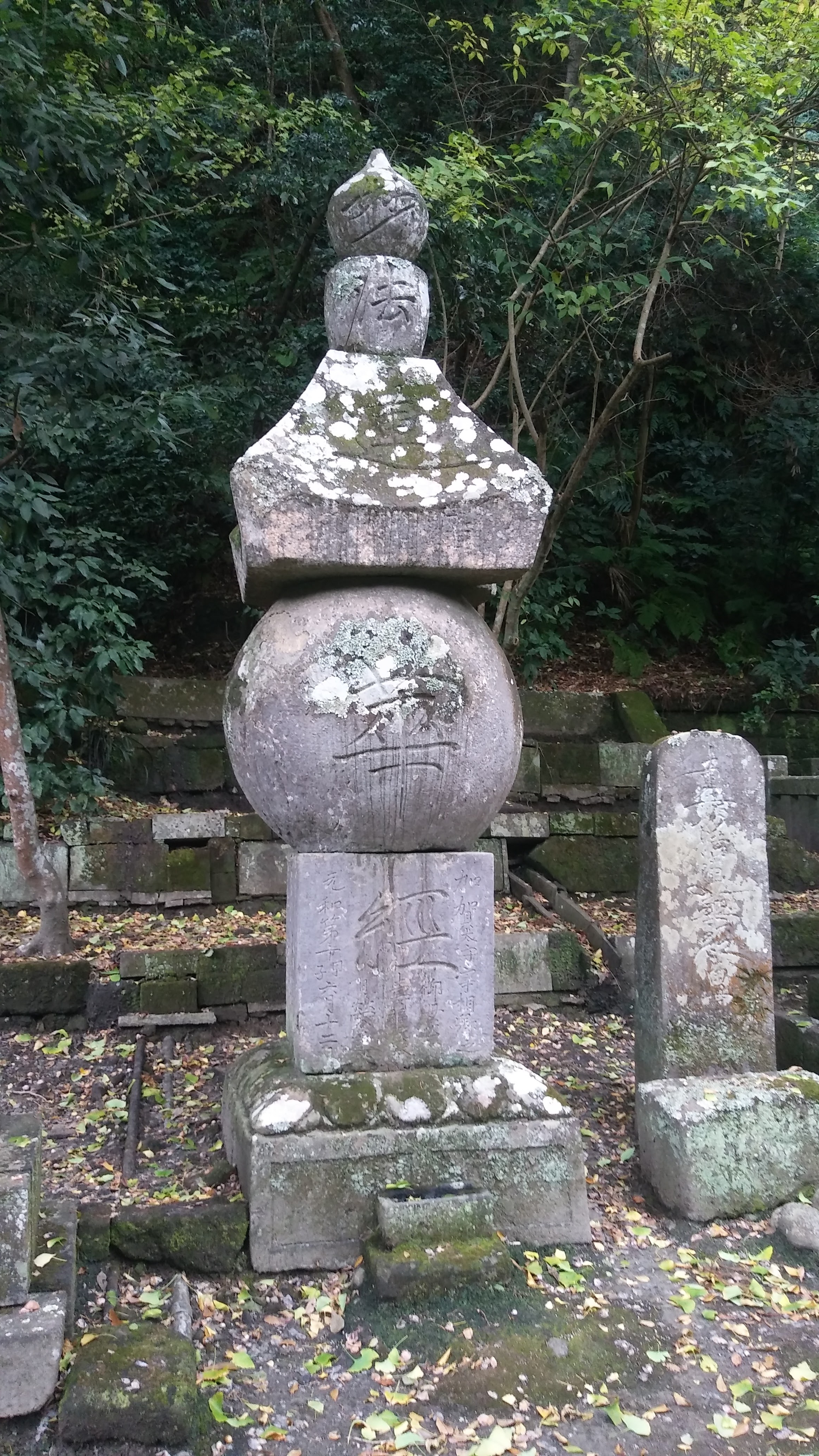
妙本寺（鎌倉）境内にある寿福院の五輪の逆修塔（生前供養塔）。方形部分の「経」字周囲に「加賀太守宰相卿之御母公　寿福院殿日榮逆修　元和第十甲子六月十二日」とある。

寿福院は熱心な日蓮宗徒だった。慶長6年（1601年）に養仙院日護を招いて金沢に経王寺を創建。同8年(1603年)には能登の妙成寺を菩提寺に定め、本堂・五重塔・三十番神堂・祖師堂・鐘楼・山門などを順次建立した。
慶長19年（1614年）、2代藩主・利長の死後、寿福院の息子・利常が3代藩主となったため、芳春院と入れ替わりに江戸へ下向し、人質となる。ちなみに同じ下級武士の娘でかつての主である芳春院とはかなりの不仲であることで知られ、江戸藩邸で顔を合わせても挨拶を交わさなかったという。
徳川家康の側室蔭山殿と親しく、ともに日蓮宗を篤く信仰した。甲斐身延山久遠寺の五重塔、身延山奥の院思親閣祖師堂、正中山法華経寺の五重塔、鎌倉の長興山妙本寺の五輪塔、京都具足山妙顕寺の十一重石塔などを建立した他、安房国の誕生寺に法華経を奉納している。
寛永8年（1631年）、加賀藩江戸屋敷にて死去。池上本門寺で荼毘に付された後、金沢の経王寺にて再び葬儀が行われ、能登の妙成寺に納骨された。法名「寿福院殿華岳日栄大姉」。

## 関連作品
- 中村彰彦『われに千里の思いあり』（文藝春秋、2008-09　のち文庫）で、「おちょぼ」は前半の主役として登場している。
- 女たちの百万石（1988年、NTV、演：泉ピン子）
- 加賀百万石〜母と子の戦国サバイバル〜（1999年、NHK、演：小川範子）
- 利家とまつ〜加賀百万石物語〜（2002年、NHK大河ドラマ、演：田畑智子）
- 諸田玲子『ちよぼ 加賀百万石を照らす月』新潮社、2020年